# 옥성초등학교 (울산)
옥성초등학교는 대한민국 울산광역시 중구에 있는 초등학교다.

## 학교 연혁
- 1978.03.02 옥성국민학교로 개교
- 1987.10.05 자연보호 모범학교 내무부장관 표창
- 1987.12.31 경상남도 선정 2000년 대비교육 우수학교
- 1990.11.01 소방 모범학교 내무부장관 표창
- 1991.04.02 교사 3,4층 증축 완공
- 1994.03.01 시 선정 상담자원 봉사제 시범학교 운영
- 1995.12.30 시 선정 기본생활 습관지도 우수학교
- 1996.12.31 시 선정 환경교육 우수학교
- 1998.11.02 울산광역시교육청 지정 환경교육 시범학교 공개 보고회
- 2005.11.09 울산광역시교육청 지정 에너지 절약 연구학교 운영보고회
- 2006.05.01 교육복지투자우선지역 프로그램 지원학교 선정
- 2008.03.01 울산광역시교육청 지정 다문화이해교육 정책연구학교 지정
- 2009.02.17 다목적 강당 옥성관 개관
- 2010.03.01 제15대 백남호 교장 부임
- 2011.02.19 제33회 졸업식(졸업생 누계 7560명)
- 2011.03.01 19학급 편성(병설유치원 2학급)
- 2011.03.01 울산광역시교육청 지정 청소년보호교육 시범학교 운영
- 2011.03.01 수학과 수준별 이동수업 운영
- 2012.02.17 제34회 졸업식(졸업생 누계 7634명)
- 2012.03.01 20학급 편성(특수학급 1학급 포함)
- 2012.03.01 병설유치원 2학급 편성
- 2012.03.01 울산광역시교육청 지정 청소년보호교육 시범학교 운영(2/2)
- 2012.03.01 수학과 수준별 이동수업 운영
- 2013.02.14 제35회 졸업식(졸업 누계7721명)
- 2013.03.01 18학급 편성(유치원1학급)
- 2013.03.01 제16대 송광록 교장 부임
- 2014.02.18 제36회 졸업식(졸업생 누계 7795명)
- 2014.03.01 19학급 편성(특수학급 1학급 포함)
- 2014.03.01 울산광역시교육청 지정 돌봄교실운영 시범학교 지정(1/2)
- 2015.02.17 제 37회 졸업식(졸업생 누계 7858명)
- 2015.03.01 제17대 유길림 교장 부임
- 2015.03.01 17학급 편성(특수학급 1학급 포함)
- 2016.02.19 제 38회 졸업식(졸업생 누계 7921명)
- 2017.02.17 제 39회 졸업식(졸업생 누계 7983명)
- 2019.01.17 제 42회 졸업식 (졸업생 누계 8013명)